# Marc Quambusch
Marc Mauricius Quambusch (* 7. Januar 1970 in Dortmund) ist ein deutscher Filmemacher, Fernsehproduzent und Medienmanager.

## Leben
Quambusch wuchs als Sohn der Textileinzelhandelskaufleute Manfred und Gerda Quambusch in Witten-Heven auf und leistete nach seinem Abitur 1989 seinen Zivildienst ab. Nach seinem Umzug nach Hamburg 1991 begann er eine Ausbildung als Krankenpfleger, die er später abbrach. Über ein Praktikum bei Bravo TV landete er 1996 bei Schwartzkopff TV, wo er bis zum Redaktionsleiter der Talkshow von Andreas Türck aufstieg.
Nach Stationen als Redaktionsleiter der RTL-Gerichtssendung Das Jugendgericht mit Ruth Herz und bei Sport1 war er 2006 erster Redaktionsleiter der Sendung Game One für MTV Germany.
Quambusch entwickelte später diverse Fußballformate und -filme, so zum Beispiel 11 Freunde TV für den RBB und die ZDF-Dokumentationsreihe Verrückt nach Fußball, die er auch als Autor und Regisseur umsetzte. Die Folgen Groundhopping in Polen und der Ukraine sowie Eine Reise durch die Fankurven Italiens waren dabei für das Filmfestival 11mm nominiert.
Zusammen mit Jan-Henrik Gruszecki drehte Quambusch als Regisseur und Autor die Fußball-Dokumentation Die Fußball-Hauptstadt Buenos Aires, die ebenfalls für das Filmfestival 11mm nominiert war.
2015 hatte der Film Am Borsigplatz geboren – Franz Jacobi und die Wiege des BVB Premiere, den Quambusch zusammen mit Jan-Henrik Gruszecki und Gregor Schnittker produzierte. Der Film war das bis dahin erfolgreichste Crowdfunding-Projekt Deutschlands und lief im Kino, auf DVD und On-Demand, sowie in einer gekürzten Fassung im Ersten. Im Rahmen des Filmprojektes initiierten Gruszecki, Quambusch und Schnittker, dass BVB Gründer Franz Jacobi und seine Frau aus ihrem abgeräumten Grab in Salzgitter nach Dortmund in ein Ehrengrab überführt wurden.
Ende 2015 erschien Quambuschs Reportage Verschwörungstheorien – Leben im Wahn mit Rayk Anders als Host bei ZDFinfo, bei der er als Drehbuchautor und Regisseur arbeitete.
Derzeit lebt und arbeitet Quambusch in Hamburg als Medienmanager von Nicole Jäger, Sebastian Bartoschek und Hoaxilla, als Senior Producer bei Rocket Beans TV sowie weiter als freier Filmemacher und Formatentwickler.
Quambusch ist Fan von Borussia Dortmund und war hier auch als Sprecher der Aktion Kein Zwanni – Fußball muss bezahlbar sein aktiv, die sich für faire Eintrittspreise beim Fußball engagiert. Er wurde später in seiner Funktion als Filmemacher in diverse Sendungen als Experte für Fanthemen eingeladen.